# Aeropuerto Internacional de Dera Ghazi Khan
El Aeropuerto de Dera Ghazi Khan o Aeropuerto de D. G. Khan (IATA: DEA, OACI: OPDG) se ubica a 10 km de Dera Ghazi Khan, una ciudad en la provincia de Punjab de Pakistán. 

## Aerolíneas y destinos

### Domésticos
- Pakistan International Airlines (Bahawalpur, Islamabad, Karachi, Lahore)

### Internacionales
- Pakistan International Airlines (Dubái)